# Taikang (häradshuvudort i Kina)
Taikang (kinesiska: 泰康, 泰康镇, 杜尔伯特, 杜尔伯特蒙古族自治县) är en häradshuvudort i Kina. Den ligger i provinsen Heilongjiang, i den nordöstra delen av landet, omkring 210 kilometer nordväst om provinshuvudstaden Harbin.
Runt Taikang är det ganska glesbefolkat, med 36 invånare per kvadratkilometer. Taikang är det största samhället i trakten. Trakten runt Taikang består i huvudsak av gräsmarker.
Genomsnittlig årsnederbörd är 733 millimeter. Den regnigaste månaden är juli, med i genomsnitt 197 mm nederbörd, och den torraste är januari, med 4 mm nederbörd.